# Zaránk
Zaránk là một thị trấn thuộc hạt Heves, Hungary. Thị trấn này có diện tích 14,53 km², dân số năm 2010 là 441 người, mật độ 30 người/km².